# Listă de scriitori de limbă germană/P
| Vezi: Pa- Par Pas- Paz Pe Pf- Ph Pi Pl Po- Pom Pon- Poz Pr Pu- Py |

## Pa - Par
- Henriette von Paalzow (1792–1847)
- Hans Paasche (1881–1920)
- Lotte Paepcke (1910-2000)
- Helene Pagés (1863–1944)
- Friedrich J. Pajeken (1855–1920)
- Rudi Palla (n. 1941)
- Erwin Walter Palm  (n. 1910)
- Thomas Palzer (n. 1956)
- Josef Anton Pangkofler (1804–1854)
- Eberhard Panitz (n. 1932)
- Oskar Panizza (1853–1921)
- Rudolf Pannwitz (1881–1969)
- Dimitris Papakonstantinou (n. 1957)
- Betty Paoli, de fapt Babette Elisabeth Glück (1814–1894)
- Samuel Christian Pape (1774–1817)
- Bert Papenfuß-Gorek (n. 1956)
- Walter Papst (1924–2008)
- Alfons Paquet (1881–1944)
- Ilka Paradis-Schlang
- Bertel Pardall (1915–1979)
- Sandra Paretti, de fapt Irmgard Schneeberger (1935–1994)
- Gustav Parg (1877–1954)
- Harald Parigger (n. 1953)
- Paul Parin (1916–2009)
- Siegfried Paris
- Therese Paris
- Peggy Parnass (n. 1934)
- Wolfgang Willy Parth (1910–1982)
- Theodolinde von Paschwitz (1848–1939)

## Pas - Paz
- Gerhard E. Paschinger (n. 1954)
- Ernst Pasqué (1821–1892)
- Kathrin Passig (n. 1970)
- Kurt Pastenaci (1894–1961)
- Oskar Pastior (1927–2006)
- Franz Daniel Pastorius (1651–1719)
- Heidi Pataki (n. 1940)
- Herbert Viktor Patera (1900–1986)
- Adolf Paul (1863–1943)
- Jean Paul, de fapt Johann Paul Friedrich Richter (1763–1825)
- Herta Pauli (1909–1973)
- Johannes Pauli (ca. 1455–după 1522)
- Christopher Pauly, de fapt Paul Christoph Leopold Schneider (n. 1962)
- Konrad Paulis (1891–1955)
- Christian Franz Paullini (1643–1712)
- Rudolf Paulsen (1883–1966)
- Helmut Paulus (1900–1975)
- Birgit Pausch (n. 1942)
- Helene Louise Pause (1895–1974)
- Gudrun Pausewang (n. 1928)
- Ingerose Paust (n. 1929)
- Otto Paust (1897–1975)
- Henning Pawel (n. 1944)
- Anna Pawlitschek (1864–1927)
- Erich Pawlu (n. 1934)

## Pe
- Erica Pedretti (n. 1930)
- Annette Pehnt (n. 1967)
- Max Peinkofer (1891–1963)
- Ulrich Peltzer (n. 1956)
- Monika Pelz (n. 1944)
- Georg Pelzer (n. 1959)
- Ernst Penzoldt (1892–1955)
- Barbara Juliane Penzel (1636–1673)
- Anton von Perfall (1853–1912)
- Joseph Pergher (1902–1970)
- Joachim Perinet (1765–1816)
- Josef Friedrich Perkonig (1890–1959)
- Dieter Perlowski (n. 1950)
- Rolf Persch (n. 1949)
- Walter Persich (1904–1955)
- Hans Perting (n. 1963)
- Leo Perutz (1882–1957)
- Helmut W. Pesch (n. 1952)
- Julius Peschke (1865–1935)
- Hanna von Pestalozza, de fapt Brunhilde von Schlippenbach (1877-1963)
- Johann Heinrich Pestalozzi (1746–1827)
- Jo Pestum, de fapt Johannes Stumpe (n. 1936)
- Johann Peter (1858–1935)
- Ursel Peter (1923–1970)
- Christoph Peters (n. 1966)
- Friedrich Ernst Peters (1890–1962)
- Markus Peters (n. 1965)
- Sabine Peters (1961)
- Jochen Petersdorf (1934–2008)
- Dirk von Petersdorff (n. 1966)
- Jan Petersen, de fapt Hans Schwalm (1906–1969)
- Jens Petersen (n. 1976)
- Karin Petersen (n. 1950)
- Maria Bonifatia Petras (1874–1942)
- Horst Petri (n. 1936)
- Julius Petri (1868–1894)
- Alfred Petto (1902–1962)
- Alfons Petzold (1882–1923)
- Nicolaus Peucker (1620?–1674)
- Will-Erich Peuckert (1895–1969)
- Heinrich Peuckmann (n. 1949)

## Pf - Ph
- Gertrud Pfander (1874–1898)
- Julie Pfannenschmidt (1806–1868)
- Thomas Pfanner (n. 1960)
- Ludwig Pfau (1821–1894)
- Justus Pfaue (n. 1942)
- Gottlieb Konrad Pfeffel (1736–1809)
- Gisela Pfeiffer (1922–1992)
- Hans Pfeiffer (1925–1998)
- Linda Pfeiffer (n. 1948)
- Oscar Herbert Pfeiffer (1902-1996)
- Christian Karl Ludwig von Pfeil (1712-1784)
- Gustav Pfizer (1807–1890)
- Otto Pflanzl (1865–1943)
- Andreas Pflüger (autor) (n. 1957)
- Otto von der Pfordten (1861–1919)
- Bernhard Philberth (n. 1927)
- Karl Philberth (n. 1929)
- Hugo Wolfgang Philipp (1883-1969)
- Felix Philippi (1851–1921)
- Fritz Philippi (1869–1933)
- Josef Philippi (1841–1908)

## Pi
- Adolf Pichler (1819–1900)
- Anita Pichler (1948–1997)
- Georg Pichler (n. 1959)
- Karoline Pichler (1769–1843)
- Otto Pick (1887-1940)
- Theodor Piderit (1826–1912)
- Theodor Piening (1831–1906)
- Richard Pietraß (n. 1946)
- Johann Valentin Pietsch (1690–1733)
- Ludwig Pink (1873–1940)
- Heinz Piontek (1925–2003)
- Maria Piper (ca. 1905 - după 1946)
- Emil Pirazzi (1832–1898)
- Willibald Pirckheimer (1470–1530)
- Akif Pirinçci (n. 1959)
- Gisela Pirkhert (1874–1938)
- Siegfried Pitschmann (1930–2002)
- Christine Pitzke (n. 1964)
- Hermann Peter Piwitt (n. 1935)

## Pl
- Arno Plack (n. 1930)
- Richard Plant (1910–1998)
- August Graf von Platen, de fapt von Platen-Hallermünde (1796–1835)
- Bernhard Ludwig von Platen (1733–1774)
- Leontine von Winterfeld-Platen (1883–1960)
- Sigelind von Platen (1914–1945)
- Heidi von Plato (n. 1944)
- Richard Plattensteiner, pseudonim Robert Palten (1878–1956)
- Felix Platter (1536–1617)
- Thomas Platter der Ältere (1499–1582)
- Thomas Platter der Jüngere (1574–1628)
- Christian Platten (n. 1978)
- Johann Plattner (1854–1942)
- Wilhelm Platz (1866–1929)
- Johannes Plavius (ca. 1600–după 1630)
- Oswald Plawina (1864–1931)
- Ulrich Plenzdorf (1934–2007)
- Hans Pleschinski (n. 1956)
- Elisabeth Plessen (n. 1944)
- Heinrich Pleticha (n. 1924)
- Thomas Pletzinger (n. 1975)
- Wilhelm Pleyer (1901–1974)
- Theodor Plievier (1892–1955)
- Luise von Plönnies (1803–1872)
- Wilhelm von Ploennies (1828–1871)
- Wilhelm Plog (1884–1946)
- Benno Pludra (n. 1925)
- Erika Pluhar (n. 1939)

## Po - Pom
- Franz Graf Pocci (1807–1876)
- Klaus Poche (1927–2007)
- Margarete Pochhammer (1841–1926)
- Rosa Pock (n. 1949)
- Erich (F.) Podach (1894–1967)
- Clemens von Podewils (1905–1978)
- Wilhelm Poeck (1866–1933)
- Johannes Poethen (1928–2001)
- Maurizio Poggio (n. 1947)
- Gerhart Pohl (1902–1966)
- Guntram Erich Pohl (1891–?)
- Hertha Pohl (1889–1954)
- Klaus Pohl (1952)
- Olga Pöhlmann (1880–1969)
- Tom Pohlmann (n. 1962)
- Johann Albert Poißl (1622–1692)
- Franziska Polanski
- Wilhelm von Polenz (1861–1903)
- Alfred Polgar (1875–1955)
- Matthias Politycki (n. 1955)
- Heinz Politzer (1910–1978)
- Elise Polko (1823–1899)
- Martin Pollack (n. 1944)
- Klara Pölt-Nordheim (1862–1926)
- Aurelius Polzer (1848–1924)

## Pon - Poz
- Josef Ponten (1883–1940)
- Paul Pörtner (1925–1984)
- Steffen Popp (n. 1978)
- Franz Poppe (1834–1915)
- Luka Porter de fapt Doris Niespor (n. 1969)
- Marion Poschmann (n. 1969)
- Ernst Poseck (1893–1952)
- Christian Heinrich Postel (1658–1705)
- Heinz Pototschnig (1923-1995)
- Margot Potthoff (n. 1934)
- Eduard Pötzl (1851–1914)
- Hilda Povinelli (1889–1966)
- Reinhard Pozorny (1908–1993)

## Pr
- Angela Praesent (n. 1945)
- Anton Praetorius (1560–1613)
- Johannes Praetorius, de fapt Hans Schulz (1630–1680)
- Gerhard Prager (1920–1975)
- Peter Prange (n. 1955)
- Johann Ludwig Prasch (1637–1690)
- Karl Gottlieb Prätzel (1785–1861)
- Richard David Precht (n. 1964)
- Ernst Preczang (1870–1949)
- Bruno Preisendörfer (n. 1957)
- Gertrud Prellwitz (1869–1942)
- Paula von Preradović (1887–1951)
- Rudolf Presber (1868–1935)
- Karl Preser (1828–1910)
- Peter Preses (1907–1961)
- Mirjam Pressler (n. 1940)
- Hermione von Preuschen (1854–1918)
- Gunter Preuß (n. 1940)
- Jürgen Preuss (n. 1942)
- Otfried Preußler (1923-2013)
- René Prévot (1880–1955)
- Reinhard Priessnitz (1945–1985)
- Sabine Prilop (n. 1960)
- Wolfgang Caspar Printz (1641–1717)
- Johann Eugen Probst (1858–1937)
- Peter Probst (n. 1957)
- Gert Prokop (1932–1994)
- Prokop von Templin (1608–1680)
- Robert Eduard Prutz (1816–1872)
- Stanisław Przybyszewski (1868–1927)
- Viktor Psenner (1876–1945)

## Pu - Py
- Hermann von Pückler-Muskau (1785–1871)
- Ingrid Puganigg (n. 1947)
- Horst Pukallus (n. 1949)
- Dierk Puls (n. 1913)
- Max Pulver (1889–1952)
- Ursula Püschel (n. 1930)
- Walter Püschel (n. 1927)
- Alberta von Puttkamer (1849–1923)
- Hermann Püttmann (1811–1874)
- Claudia Pütz (n. 1958)
- Immanuel Jakob Pyra (1715–1744)
- Johann Ladislaus Pyrker, de fapt Pyrker von Felsö-Eör (1772–1847)